# Bill Brack
William „Bill“ Brack (* 26. Dezember 1935 in Toronto) ist ein ehemaliger kanadischer Autorennfahrer.

## Karriere
William Brack war einer der bekanntesten Rennfahrer Kanadas, von den späten 1960er-Jahren bis Mitte der 1970er-Jahre. Brack fuhr in den populären Formel-A- und Formel-B-Serien dieser Jahre. Außerdem war Brack bei vielen Sportwagenrennen für die Marken Lotus, March und Chevron, mehr als zwei Jahrzehnte ein erfolgreicher Teilnehmer.
Dreimal war Brack auch in der Formel 1, jeweils beim Großen Preis von Kanada, am Start. 1968 bekam er von Colin Chapman einen Werkswagen. Allerdings fiel Brack mit dem Lotus 49 nach einem Defekt an der Antriebswelle aus. 1969 bekam er wieder einen Werkswagen, diesmal einen BRM P138. Am Ende hatte Brack zehn Runden Rückstand auf den Sieger und wurde nicht klassiert. Brack war ein Garant für viele Zuschauer und deshalb vermittelten ihm die Organisatoren für das Rennen 1972 in Mosport wieder einen Werks-BRM. Wieder hatte er kein Glück und fiel mit dem BRM P180 nach einem Dreher frühzeitig aus.

## Statistik

### Sebring-Ergebnisse
| Jahr | Team                              | Fahrzeug | Teamkollege    | Teamkollege      | Platzierung | Ausfallgrund |
| ---- | --------------------------------- | -------- | -------------- | ---------------- | ----------- | ------------ |
| 1968 | British Motor Company             | MGB GT   | Gary Rodriguez | Richard McDaniel | Rang 18     |              |
| 1969 | British Leyland Motor Corporation | MGC      | Craig Hill     |                  | Rang 34     |              |

### Einzelergebnisse in der Sportwagen-Weltmeisterschaft
| Saison | Team           | Rennwagen          | 1   | 2   | 3   | 4   | 5   | 6   | 7   | 8   | 9   | 10  |
| ------ | -------------- | ------------------ | --- | --- | --- | --- | --- | --- | --- | --- | --- | --- |
| 1968   | BMC Craig Hill | MGB GT Triumph GT6 | DAY | SEB | BRH | MON | TAR | NÜR | SPA | WAT | ZEL | LEM |
| 1968   | BMC Craig Hill | MGB GT Triumph GT6 |     | 18  |     |     |     |     |     | DNF |     |     |
| 1969   | BLMC           | MGC                | DAY | SEB | BRH | MON | TAR | SPA | NÜR | LEM | WAT | ZEL |
| 1969   | BLMC           | MGC                | 34  |     |     |     |     |     |     |     |     |     |